# Neolimnomyia transitoria
Neolimnomyia transitoria är en tvåvingeart som först beskrevs av Alexander 1941.  Neolimnomyia transitoria ingår i släktet Neolimnomyia och familjen småharkrankar. Inga underarter finns listade i Catalogue of Life.